# Apollinare di Laodicea
Apollinare di Laodicea il Giovane (in greco antico: Ἀπολλινάριος?; 310 circa – 390) è stato un vescovo greco antico. Studiò ad Alessandria e ad Antiochia, e divenne vescovo di Laodicea nel 360.

## Biografia
Figlio di Apollinare di Laodicea il Vecchio, con lui collaborò come letterato e retore.
Teologo erudito, amico di Atanasio di Alessandria e difensore del credo niceno, polemizzò contro pagani e manichei, contro Origene e contro Ario. Nella sua lotta antiariana, a partire dal 352, enfatizzò la natura divina di Cristo a scapito di quella umana, cadendo in una posizione cristologica eterodossa, detta da lui apollinarismo.
Condannato dai sinodi di Roma del 374 e 377, di Alessandria del 378, di Antiochia del 379 e dal concilio ecumenico di Costantinopoli del 381, Apollinare costituì ad Antiochia una comunità con una propria gerarchia ecclesiastica, ma l'imperatore Teodosio I (379-395), con una ordinanza imperiale del 388, lo condannò all'esilio. Alla sua morte, alcuni seguaci tornarono nell'ortodossia, altri abbracciarono il monofisismo di Eutiche.

### Opere
I suoi scritti sono andati perduti tranne le Parafrasi dei Salmi in esametri, la Professione di fede, il De unione corporis et divinitatis in Christo, il De Fide et incarnatione e la Lettera a Dionisio. La sua opera più importante, Demostratio incarnationis divinae, si trova in frammenti di citazioni nell'Antirrheticus adversus Apollinarem di Gregorio di Nissa (PG, 45). Molti frammenti attribuiti ad Apollinare sono stati tramandati dalle catene esegetiche.

### Tesi
Gli apollinaristi affermano che Cristo non ha un'anima razionale come l'uomo, avendo nell'incarnazione il Verbo assunto un corpo senza l'anima, per cui le manifestazioni della vita intellettiva dell'anima in Cristo sono dovute unicamente al Verbo. Polemizzando con gli ariani, Apollinare parte da Platone, che nell'uomo distingue il corpo, l'anima sensitiva (psyché) e l'anima intellettiva (nous); il Verbo divino assume della natura umana soltanto il corpo e l'anima sensitiva ma non l'anima intellettiva, perché per Apollinare nell'unione, nella loro integrità, di due nature in sé perfette come quella umana e quella divina, verrebbe diminuita la natura divina; occorre dunque che nell'unione sia mutilata la natura umana. Infatti, sostiene Apollinare, in un uomo completo deve esistere il peccato, che deriva dalla volontà, dallo spirito; dunque, per salvare l'impeccabilità di Cristo, è necessario eliminare l'anima intellettiva. A conferma della sua tesi è il versetto di Giovanni apostolo ed evangelista, il Verbo si fece carne (1,14), che Apollinare interpreta nello stretto senso di corpo e psiche.
Secondo gli oppositori, negando la completa natura umana in Cristo si mette in discussione la sua opera redentrice, perché i cristiani dovrebbero vedere in Cristo, oltre che Dio, un uomo in quanto la natura di Cristo è duplice, quella divina e quella umana.
Secondo il principio soteriologico di sant'Atanasio di Alessandria quod non est sumptum non est sanatum (ciò che non è assunto non può essere sanato), se Cristo non avesse assunto un'anima umana, ma solo un corpo, Gesù potrebbe farsi carico soltanto dei peccati dal corpo e non di quelli dall'anima e quest'ultima non potrebbe essere salvata in Paradiso. 
Il Catechismo della Chiesa cattolica afferma:
(CCC, 471)